# オオトウゾクカモメ
オオトウゾクカモメ（大盗賊鴎、学名：Catharacta maccormicki ）は、チドリ目トウゾクカモメ科に分類される鳥類の一種である。「盗賊」の名のとおり、他の水鳥を襲って餌を奪い取る行動が知られている。

## 形態
体長は50cmほどだが、翼開長は130cmほどの大きな翼をもち、海上の飛翔能力にすぐれている。からだの羽毛は黒褐色だが頭部から胸部にかけては少し淡くなり灰褐色に見える。個体によって体色の濃淡は異なり、全身黒褐色の暗色型の個体もいる。翼の上下の初列風切基部に白色の斑があり、飛翔時にはかなり目立つ。
嘴は黒色で、太くしっかりしている。

## 分布
ほぼ世界中の洋上に生息するが、繁殖地は南極大陸の周辺である。近縁種として、南米大陸南部に繁殖分布するCatharacta chilensis（和名なし）、亜南極地方に繁殖分布するCatharacta antarcticus（和名なし） 、北大西洋の島嶼部に繁殖分布するキタオオトウゾクカモメCatharacta skua がある。
日本では、春から夏にかけて北海道から本州北部の海上を飛翔している姿が見られる。また、秋から冬にかけても日本の近海に留まっている個体もごく少数いる。日本近海に生息する個体が実際に南極から飛来していることは、番号付きの金属足環によって渡り経路を調べる手法である「標識調査」によって、南極で足環をつけられたオオトウゾクカモメが北海道近海で回収された事例によって実証されている。

## 生態
洋上でカモメ科やミズナギドリ科の水鳥を探して飛び回る。それらの水鳥を見つけると空中でしつこく攻撃し、獲物を放したり吐き出したりしたところを空中で奪い取る。
また、水鳥の繁殖地にもあらわれ、親鳥の隙を突いて卵やヒナを捕食する。ペンギンやカモメ、ウミガラスなどのヒナにとっては大きな天敵の一つとなっている。
繁殖地ではコロニー（集団繁殖地）を作るが、それぞれの巣になわばりがあり、なわばり内に他の個体が入ると追い払う。また、人が近づくと上空から頭をつついて攻撃するという。

## 学名・分類の異説
1. オオトウゾクカモメが日本近海に産することが知られたのは、鳥類学者の松平頼孝が1917年に相模湾江ノ島沖で数個体を採集したのが最初で、このとき、鳥類学者の鷹司信輔によって「オホトウゾクカモメ（オオトウゾクカモメ）」という和名がつけられた[3]。鷹司は1922年にいたりこの時採集された日本産のオオトウゾクカモメを新種と考えて、採集者の松平頼孝にちなんで、Catharacta matsudairaeの学名を与えた[4]。しかしその後の検討によって、Catharacta matsudairaeはCatharacta maccormickiのシノニム（同物異名）と考えられるにいたり[5]、現在は、日本産オオトウゾクカモメの種小名として maccormickiが用いられる。
2. トウゾクカモメ科の大型種をオオトウゾクカモメ属（Catharacta）、小型種をトウゾクカモメ属（Stercorarius）とする分類説に対して、トウゾクカモメ属は側系統群であるとして、トウゾクカモメ科の属名を全てStercorariusとする分類説がある。後者の説に従えばオオトウゾクカモメの学名は、Stercorarius maccormickiとなる[6]。
3. ここではオオトウゾクカモメ類を4種に分ける分類説で表記している[6]。すなわち、Catharacta chilensis（英名: Chilean Skua、和名なし）、Catharacta antarcticus（英名: Brown Skua、Southern Skua、和名なし） 、キタオオトウゾクカモメCatharacta skua （英名：Great Skua）と、オオトウゾクカモメ Catharacta maccormicki(英名：South Polar Skua）である。古くはこれらは同一種として扱われ[7]、学名はCatharacta skua、和名はオオトウゾクカモメが用いられていた。
4. なお、Catharacta maccormicki South Polar Skuaに対して「ナンキョクオオトウゾクカモメ」という和名が用いられることがあるが、和名は分類の変遷にかかわらず「オオトウゾクカモメ」を用いるべきで、「ナンキョクオオトウゾクカモメ」を用いるのは妥当ではない。